# Colin Oates
Colin Oates (Harold Wood, 7 de junio de 1983) es un deportista británico que compite en judo. Ganó dos medallas en el Campeonato Europeo de Judo, plata en 2016 y bronce en 2011.

## Palmarés internacional
| Campeonato Europeo | Campeonato Europeo | Campeonato Europeo | Campeonato Europeo |
| Año                | Lugar              | Medalla            | Categoría          |
| ------------------ | ------------------ | ------------------ | ------------------ |
| 2011               | Estambul (Turquía) | Medalla de bronce  | –66 kg             |
| 2016               | Kazán (Rusia)      | Medalla de plata   | –66 kg             |